# 海德堡城堡

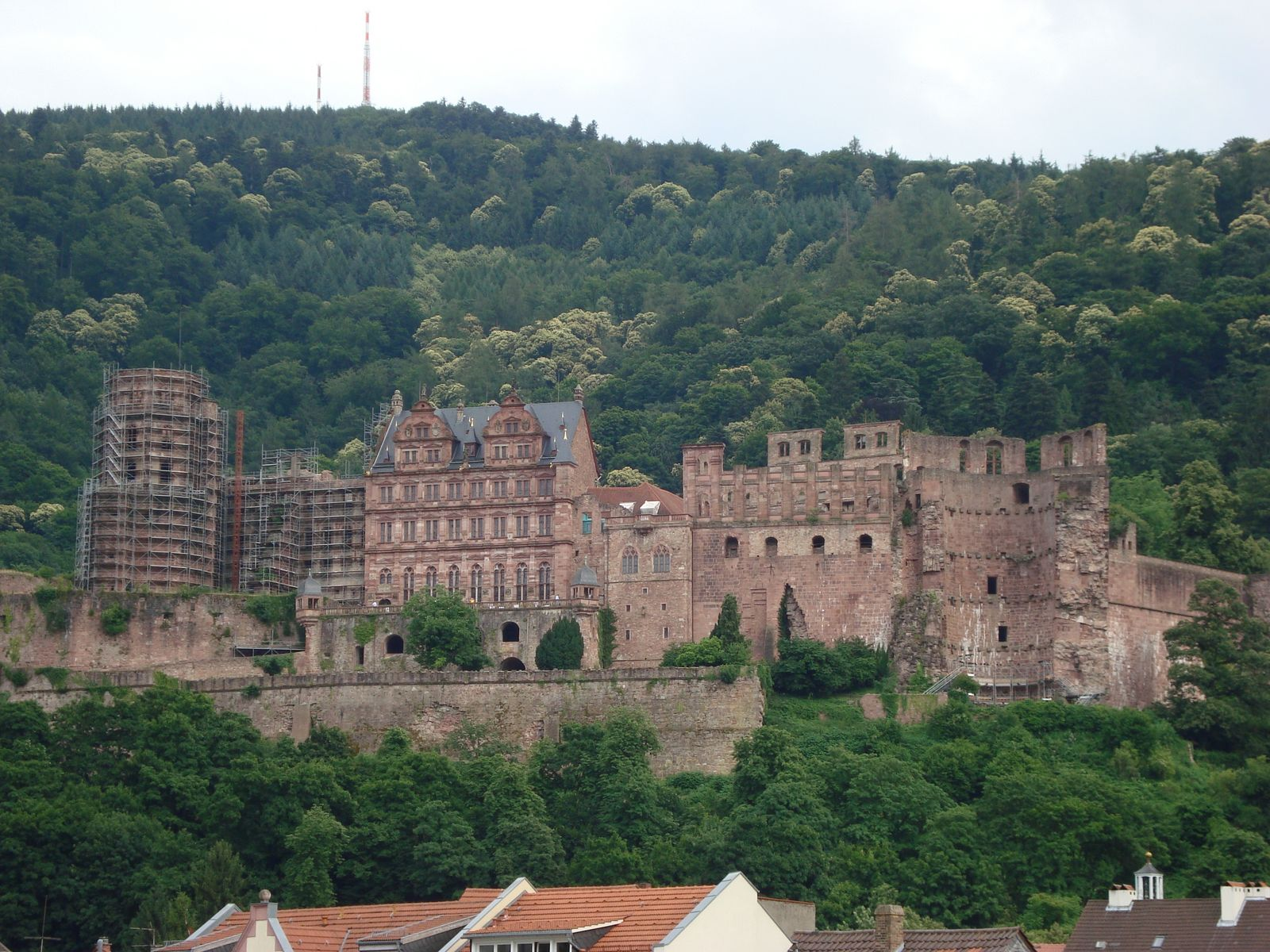

海德堡城堡位於德國的南部，是現今德國著名的城堡廢墟和海德堡里程碑式建築，城堡廢墟是阿爾卑斯山以北最著名的文藝復興建築。自17和18世紀遭到損壞后，城堡現已部分重建。城堡位於80米高的王座山山坡北部，從而俯視舊城區。最早的城堡建築在1240年前已建成，1294年擴展成兩個城堡。然而在1537年閃電摧毀了上層建築，現今城堡的樣式源於1650年的擴建和重修，1689年因戰爭和火災遭到損壞。1764年的另一次雷擊摧毀了部分重修部分。

## 歷史
海德堡在1196年首次見于史冊，當時名叫Heidelberch。1155年，斯陶芬家族的康拉德被哥哥腓特烈.巴巴羅薩任命為萊茵-普法爾茨伯爵，康拉德的統治區域就是後來的普法爾茨選侯國。康拉德的駐所在施洛斯伯格，被稱為Jettenbüh，現已無考。Jettenbüh一詞源於占卜者捷達，據說其已居於此地。捷達總是與Wolfsbrunnen (Wolf's Spring) 和Heidenloch (Heathens' Well)相聯繫。1214年，史料中首次提及海德堡的城堡，此時正是維特爾斯巴赫家族的巴伐利亞公爵路易一世被皇帝腓特烈二世任命為萊茵-普法爾茨伯爵。1294年和1303年的史料中均提到海德堡城堡，關於海德堡城堡後來的信息追溯到16世紀。17世紀前關於海德堡城堡的記載大多不詳細，1615年，版畫師马特乌斯·梅里安描述普法爾茨選侯路易五世從一百多年前開始建新城堡。直至18世紀，關於海德堡的消息都採用梅里安德說法。
海德堡城堡作為普法爾茨选帝侯的城堡，於腓特烈五世在位期間，受到了嚴重的破壞。由于普法尔茨是新教区域，腓特烈五世希望娶一位信奉新教的妻子，因此他看中了年长他正好一周的英國国王詹姆斯一世的长女伊麗莎白-斯图亚特。1613年情人节，腓特烈五世在伦敦怀特霍尔宫迎娶伊麗莎白-斯图亚特，婚礼仪式后的庆祝活动由弗兰西斯·培根负责组织。新婚的选帝侯夫妇当年6月回到海德堡，他们的第一个孩子于次年1月诞生。作为联姻谈判的条件之一，腓特烈五世扩建了海德堡城堡。扩建工程于1615年完工，包括著名的伊麗莎白門。由于腓特烈五世在政治上自诩为德意志新教诸侯的领军人物并积极对抗信奉天主教的时任神圣罗马帝国皇帝马蒂亚斯，1619年反抗神圣罗马帝国的波西米亚新教徒将腓特烈五世推上波西米亚国王的王位。腓特烈五世前往就任，由此引发了波及整个大陆的三十年战争。在三十年战争期间，海德堡城堡第一次受到军事破坏，并由此结束了城堡的建设时期，开始了长达几个世纪反复破坏又重建的历史。
1620年，新任神圣罗马帝国皇帝斐迪南二世大举起兵攻打波西米亚，并在1620年11月8日在布拉格附近的白山战役中击溃腓特烈五世的军队，腓特烈五世及其家人被迫逃亡（战后先逃往西里西亚首府布列斯劳，次年逃往荷兰海牙），遭世人嘲讽为“在位仅一个冬天的国王”。1621年1月21日，斐迪南二世宣布没收腓特烈五世在神圣罗马帝国境内的贵族头衔和世袭领地，并派兵攻打普法尔茨。1622年5-6月间，腓特烈五世的军队接连失利；7月23日，帝国和西班牙联军开始围困海德堡，9月16日城市陷落，三天后海德堡城堡被占领，曼海姆也于同年11月5日失守。海德堡的新教教堂和海德堡大学都被迫关停，举世闻名的普法尔茨图书馆（Bibliotheca Palatina）连同馆藏的3500本珍贵手抄典籍则被运往罗马送给时任教皇额我略十五世以回报其资助天主教诸侯62万吉尔德金币（一说100万达克特金币）的军费。1623年2月23日，斐迪南二世将腓特烈五世被褫夺的选帝侯资格授予巴伐利亚公爵马克西米利安一世，普法尔茨则被马克西米利安一世和诺伊堡的普法尔茨伯爵沃尔夫冈-威廉所瓜分。瑞典于1630年7月加入三十年战争后，瑞典军队势如破竹地攻入普法尔茨，于1633年5月5日攻占海德堡并随即在海德堡城堡背后的王座山上架炮轰击城堡，迫使天主教联军交出了城堡。1634年底斐迪南二世的军队反攻海德堡并再次占领该城，但次年三万法军再次解放了海德堡。直到该年7月帝国军队才重新占领城堡。
1648年三十年战争结束，腓特烈五世的次子、新任普法爾茨选帝侯卡尔一世路德维希于1649年10月重新搬入城堡。他將女兒伊丽莎白-夏洛特嫁給法王路易十四的弟弟奧爾良公爵，希望得到法國的協助重建領土，但路易十四並沒有因此向卡尔一世路德维希提供資助，更於卡尔一世路德维希的独子卡尔二世于1685年去世后，要求由奧爾良公爵繼承普法爾茨的領土。遭新任普法尔茨选帝侯诺伊堡的菲利普-威廉斷然拒絕后，法軍于1688年揮兵進攻海德堡，是为普法爾茨继承人之战，次年法军撤兵时炸毁部分城堡结构并纵火焚烧，海德堡成為了一片殘垣斷壁。但可幸的是，在二戰期間，海德堡城堡避過了盟軍的空襲，現時海德堡城堡的主體建築已經修復部分恢復了原貌。